# 1. deild Wysp Owczych (1976)
W roku 1976 odbyła się 34. edycja 1.deild (dziś, od 2012 roku zwanej Effodeildin), czyli pierwszej ligi archipelagu Wysp Owczych. Obrońcą tytułu był stołeczny klub HB Tórshavn, ale pierwsze miejsce w tabeli tym razem zdobył TB Tvøroyri.
Jest to pierwsza edycja tej ligi pod nazwą 1.deild, wcześniej nazywała się Meistaradeildin (z języka farerskiego Liga Mistrzów). Były to też pierwsze rozgrywki, w których ostatnia drużyna była degradowana do niższej ligi, tym razem spadł NSÍ Runavík, a za niego, w następnym sezonie miała zagrać drużyna Fram Tórshavn. Mecze rozgrywało siedem drużyn, w przeciwieństwie do lat poprzednich, kiedy było ich sześć. Za zwycięstwo przyznawano wówczas jeszcze dwa punkty.

## Uczestnicy
| Uczestnicy Meistaradeildin 1975                                                                               | Uczestnicy Meistaradeildin 1975 | Uczestnicy Meistaradeildin 1975 | Uczestnicy Meistaradeildin 1975 |
| --- | ------------------------------- | ------------------------------- | ------------------------------- |
| HB | HB Tórshavn                     | 1                               |                                 |
| KÍ | KÍ Klaksvík                     | 2                               |                                 |
| TB | TB Tvøroyri                     | 3                               |                                 |
| B36 | B36 Tórshavn                    | 4                               |                                 |
| VB | VB Vágur                        | 5                               |                                 |
| ÍF | ÍF Fuglafjørður                 | 6                               |                                 |
| Awans z Meðaldeildin 1975                                                                                     |                                 |                                 |                                 |
| NSÍ | NSÍ Runavík                     |                                 |                                 |
| Oznaczenia: - kolumna pierwsza – skróty nazw drużyn, - kolumna trzecia – miejsce zajęte w poprzednim sezonie. |                                 |                                 |                                 |

## Rozgrywki

### Tabela ligowa
| Lp. | Drużyna         | M  | Z | R | P  | Bramki | Bramki | Różn. | Pkt | Uwagi              |
| --- | --------------- | -- | - | - | -- | ------ | ------ | ----- | --- | ------------------ |
| 1   | TB Tvøroyri (M) | 12 | 9 | 2 | 1  | 39     | 15     | +24   | 20  |                    |
| 2   | HB Tórshavn     | 12 | 9 | 1 | 2  | 38     | 14     | +24   | 19  |                    |
| 3   | KÍ Klaksvík     | 12 | 7 | 2 | 3  | 36     | 21     | +15   | 16  |                    |
| 4   | VB Vágur        | 12 | 5 | 1 | 6  | 27     | 26     | +1    | 11  |                    |
| 5   | B36 Tórshavn    | 12 | 3 | 3 | 6  | 15     | 25     | −10   | 9   |                    |
| 6   | ÍF Fuglafjørður | 12 | 3 | 3 | 6  | 15     | 28     | −13   | 9   |                    |
| 7   | NSÍ Runavík (S) | 12 | 0 | 0 | 12 | 6      | 47     | −41   | 0   | Spadek do 2. deild |

### Wyniki spotkań
| Gospodarz \ Gość | B36 | HB  | ÍF  | KÍ  | NSÍ  | TB  | VB  |
| B36 Tórshavn     |     | 0:3 | 1:1 | 3:0 | 5:0  | 1:1 | 1:6 |
| HB Tórshavn      | 5:0 |     | 5:0 | 3:2 | 3:0  | 4:3 | 2:2 |
| ÍF Fuglafjørður  | 1:1 | 0:2 |     | 1:3 | 3:1  | 1:3 | 3:2 |
| KÍ Klaksvík      | 4:1 | 3:1 | 1:1 |     | 10:1 | 1:1 | 3:1 |
| NSÍ Runavík      | 0:2 | 0:5 | 0:1 | 2:3 |      | 0:2 | 2:4 |
| TB Tvøroyri      | 1:0 | 4:2 | 5:1 | 6:5 | 4:0  |     | 4:0 |
| VB Vágur         | 3:0 | 0:3 | 4:2 | 0:1 | 5:0  | 0:5 |     |

Aktualne na 9 sierpnia 2012. Źródło: FaroeSoccer.com
Objaśnienia:
1Drużyna gospodarzy jest wymieniona po lewej stronie tabeli.
Kolory: zielony – zwycięstwo gospodarzy, żółty – remis, różowy – zwycięstwo gości.